# مجلة اوزي الإعلامية
مجلة OZY الإعلامية مجلة إلكترونية مقرها الولايات المتحدة الأمريكية متنوعة، تأسست عام 2013, تهدف المجلة إلى إيصال الأخبار اليومية المتنوعة بأسلوب جاذب للشباب.
فريق العمل في المجلة مكون من معدين ومحررين سابقين في قناة سي إن إن و عدة قنوات ومجلات إخبارية أخرى.